# John Kennedy (remero)
John Gerdell Kennedy (Filadelfia, 19 de mayo de 1900-Lakewood, septiembre de 1971) fue un deportista estadounidense que compitió en remo como timonel. Participó en los Juegos Olímpicos de París 1924, obteniendo una medalla de bronce en la prueba de cuatro con timonel.

## Palmarés internacional
| Juegos Olímpicos | Juegos Olímpicos | Juegos Olímpicos  | Juegos Olímpicos   |
| Año              | Lugar            | Medalla           | Prueba             |
| ---------------- | ---------------- | ----------------- | ------------------ |
| 1924             | París (Francia)  | Medalla de bronce | Cuatro con timonel |